# The Complete James Brown Christmas
The Complete James Brown Christmas é uma coletânea musical de James Brown. O álbum duplo  em CD foi lançado em 12 de outubro de 2010 pela Hip-O-Select. Compreende todas as faixas dos álbuns James Brown Sings Christmas Songs (1966), A Soulful Christmas (1968)  e Hey America (1970) além de versões inéditas. Este álbum se diferencia do 20th Century Masters – The Christmas Collection: The Best of James Brown (2003) por ser um relançamento dos três álbuns Natalinos de Brown (um total de 37 faixas, e o "20th Century Masters" tem apenas 17 faixas).

## Lista de faixas
| Disco um |                                                       |         |  |
| N.º      | Título                                                | Duração |  |
| 1.       | "Let's Make Christmas Mean Something This Year"       | 6:30    |  |
| 2.       | "Sweet Little Baby Boy (Parts 1 & 2)"                 | 5:15    |  |
| 3.       | "Merry Christmas, I Love You"                         | 2:30    |  |
| 4.       | "Signs of Christmas"                                  | 4:38    |  |
| 5.       | "The Christmas Song (Version 2)"                      | 2:45    |  |
| 6.       | "Merry Christmas Baby"                                | 3:54    |  |
| 7.       | "The Christmas Song (Version 1)"                      | 2:40    |  |
| 8.       | "Please Come Home For Christmas"                      | 3:20    |  |
| 9.       | "This Is My Lonely Christmas (Part 1)"                | 3:00    |  |
| 10.      | "This Is My Lonely Christmas (Part 2)"                | 4:45    |  |
| 11.      | "Christmas In Heaven"                                 | 2:54    |  |
| 12.      | "Santa Claus Go Straight To The Ghetto"               | 3:02    |  |
| 13.      | "Santa Claus, Santa Claus"                            | 4:04    |  |
| 14.      | "Believers Shall Enjoy (Non Believers Shall Suffer)"  | 2:16    |  |
| 15.      | "Soulful Christmas"                                   | 3:08    |  |
| 16.      | "Tit For Tat (Ain't No Taking Back)"                  | 3:06    |  |
| 17.      | "Christmas Is Coming"                                 | 2:39    |  |
| 18.      | "Say It Loud – I'm Black and I'm Proud (Parts 1 & 2)" | 4:48    |  |
| 19.      | "In The Middle"                                       | 2:44    |  |
| 20.      | "Let's Unite The Whole World At Christmas"            | 2:45    |  |
| 21.      | "You Know It"                                         | 2:22    |  |
| 22.      | "Santa Claus Gave Me A Brand New Start"               | 3:49    |  |

| Disco dois |                                                                                        |         |  |
| N.º        | Título                                                                                 | Duração |  |
| 1.         | "Hey America"                                                                          | 3:36    |  |
| 2.         | "A Lonely Little Boy Around One Little Christmas Toy"                                  | 4:01    |  |
| 3.         | "Go Power At Christmas Time"                                                           | 3:11    |  |
| 4.         | "Christmas Is Love"                                                                    | 6:01    |  |
| 5.         | "Santa Claus Is Definitely Here to Stay"                                               | 4:22    |  |
| 6.         | "My Rapp"                                                                              | 6:01    |  |
| 7.         | "I'm Your Christmas Friend, Don't Be Hungry"                                           | 3:10    |  |
| 8.         | "Merry Christmas My Baby And A Very, Very, Happy New Year"                             | 3:54    |  |
| 9.         | "It's Christmas Time (Part 1)" (Non-LP Single)                                         | 3:11    |  |
| 10.        | "It's Christmas Time (Part 2)" (Non-LP Single)                                         | 3:14    |  |
| 11.        | "You Know It" (Single Version)                                                         | 2:51    |  |
| 12.        | "Believers Shall Enjoy (Non Believers Shall Suffer)" (Single Version)                  | 2:39    |  |
| 13.        | "Hey America" (Sing Along Version - versão estéreo inédita)                            | 3:44    |  |
| 14.        | "Santa Claus Is Definitely Here To Stay" (Single Version)                              | 4:21    |  |
| 15.        | "Santa Claus Is Definitely Here To Stay" (Sing Along Version - versão estéreo inédita) | 4:24    |  |